# Árgyílus királyfi és Tündér Ilona
Az Árgyílus királyfi és Tündér Ilona 1985-ben bemutatott magyar televíziós bábfilm, amelyet a Magyar Televízió készített. A forgatókönyvet Malgot István írta, a bábfilmet Hollós László rendezte, a zenéjét Tolcsvay László szerezte.
Magyarországon 1985. december 7-én vetítették le a televízióban.

## Alkotók
- Rendezte: Hollós László
- Írta: Malgot István
- Dramaturg: Békés József
- Zeneszerző: Tolcsvay László
- Dalszöveg: Bródy János
- Ének: Lőrincz Gabriella
- Operatőr: Becsy Zoltán
- Báb- és díszlettervező: Ambrus Imre

Készítette a Magyar Televízió

## Szereplők
- Árgyílus királyfi: Kiss Sándor
- Tündér Ilona: Kovách Enikő
- Boszorkány / Királyné: Farkas Éva
- Király: Gruber Hugó
- Varázsló: Erdős István
- Manó: Pataky Imre
- Egyszemű: Dörögdy Miklós
- Ördögfiak: Czipott Gábor, Németh Tibor
- Ördöglány: Ujvári Janka
- Macska: Koffler Gizi
- Őrök: Giovannini Kornél, Varanyi Lajos

Továbbá: Bíró Gabriella, Hollós János, Kaszás László, Niklesz Ildikó, Zoltán Annamária